# 西条上市町
西条上市町(さいじょうかみいちちょう)とは、広島県東広島市の町丁。全域で住居表示が実施されている。

## 概要
西条地区中心部の中でも東よりに位置しており、西に西条本町と西条朝日町、東に西条土与丸に面する。
もとは西条町西条の一部であったが、1965年4月1日に分離された。また、1990年11月5日には西条大坪町の一部を編入している。

## 交通

### 鉄道
町内に鉄道路線は通っていない。最寄り駅はJR山陽本線の西条駅。

### バス
以下のバスが町内を走るものの、町内にバス停はない。いずれの路線も、「中央公園前」バス停（西条栄町）ないし「ゆめタウン東広島前」バス停（西条土与丸一丁目）のいずれかのバス停が最寄りである。

#### 芸陽バス
- 近畿大学 - 西条駅 - 東広島駅 - 安芸津駅
- 西条駅 - 東広島駅 - 竹原駅

#### のんバス
西条駅を起点に、西条地区の市街地を周回している。

## 施設
- 賀茂泉酒造
- あいわ保育園　西条
- NTT西日本東広島ビル

## 学区
公立小・中学校に通学する場合、住んでいる場所に応じて以下の小中学校に通学することになる。
- 西条小学校→西条中学校
- 東西条小学校→松賀中学校

## 世帯数・人口
2024年9月末での世帯数は434世帯、人口は865人である。